# 경기도교육연수원
경기도교육연수원(京畿道敎育硏修院, Gyeonggi-do Training Institute of Education)은 경기도 내의 각급 교육기관 및 교육행정기관에 근무하는 교직원의 교육훈련과 직무훈련을 위하여 경기도교육청 산하에 설치된 직속기관이다.
연수원장은 교육연구관이나 지방부이사관, 또는 개방형 지방임기제공무원으로 보한다.

## 연혁
- 2012년 9월 1일: 개원

## 조직
원장
- 연수기획조정부
- 초등교원연수부
- 중등교원연수부
- 교육행정연수부
- 교육지원부